# Абдуллаєва Рано Хабібівна
Рано Хабібівна Абдуллаєва (16 вересня 1935, Шафірканський район, тепер Бухарської області, Узбекистан — 11 січня 2025) — радянська узбецька діячка, секретар ЦК КП Узбекистану, 1-й секретар ЦК ЛКСМ Узбекистану, заступник голови Ради міністрів Узбецької РСР. Депутат Верховної ради Узбецької РСР 6-го, 9—11-го скликань. Депутат Верховної Ради СРСР 7—8-го скликань. Кандидат історичних наук, доктор історичних наук (1978).

## Життєпис
Народилася в родині офіцера НКВС. Батька заарештували в 1937 році.
Член КПРС з 1955 року.
З 1955 року — вчителька середньої школи; 1-й секретар Шафірканського районного комітету ЛКСМ Узбекистану; завідувач відділу Шафірканського районного комітету КП Узбекистану.
У 1961 році закінчила Ташкентську Вищу партійну школу.
У 1961—1963 роках — секретар та завідувач відділу ЦК ЛКСМ Узбекистану, 1-й секретар Самаркандського обласного комітету ЛКСМ Узбекистану.
У січні — лютому 1963 року — секретар Самаркандського промислового обласного комітету КП Узбекистану з питань ідеології.
У лютому 1963 — березні 1971 року — 1-й секретар ЦК ЛКСМ Узбекистану.
Захистила кандидатську дисертацію на тему «Діяльність комсомолу Узбекистану в роки семирічки 1959—1965 рр.» 
З березня 1971 року — завідувач відділ культури ЦК КП Узбекистану.
У липні 1971 — січні 1984 року — заступник голови Ради міністрів Узбецької РСР з питань культури.
У 1978 році захистила докторську дисертацію на тему «Керівництво КПРС Радами в умовах розвиненого соціалізму».
9 січня 1984 — 28 березня 1987 року — секретар ЦК КП Узбекистану з питань ідеології.
З березня 1987 року — науковий співробітник Інституту історії партії при ЦК КП Узбекистану.
29 жовтня 1987 року заарештована під час «узбецької справи», виключена із КПРС, два роки провела у в'язниці в Москві. На допитах заявляла, що була коханкою 1-го секретаря ЦК КП Узбекистану Шарафа Рашидова. Потім спростовувала цю інформацію.
У січні 1990 року виправдана Верховним судом СРСР і відновлена в членах КПРС. Повернулася до Ташкента.
Потім — на пенсії в місті Ташкенті.
Автор публіцистичної книги «XX століття і розпад великої держави — СРСР», книги казок для дітей «Легенда про Маму», автобіографічної документальної повісті «Море людське та чорний вир влади» (усі видані в 2002 р.), книг «Естафета перетворень», «Юність моя — комсомол», «Керівництво КПРС Радами в умовах розвиненого соціалізму», «Узбецькі народні прислів'я та приказки».

## Нагороди
- три ордени Трудового Червоного Прапора (1971, 1973, 1976)
- орден «Знак Пошани» (1965)
- орден Дружби народів (1982)
- медалі
- Заслужений працівник культури Узбецької РСР (1985)